# Gynoplistia bickeli
Gynoplistia bickeli är en tvåvingeart som beskrevs av Günther Theischinger 1993. Gynoplistia bickeli ingår i släktet Gynoplistia och familjen småharkrankar. Inga underarter finns listade i Catalogue of Life.